# Farah Jacquet
Farah Jacquet, née le 10 mai 1985 à Dinant, est une femme politique belge, membre du Parti du travail de Belgique (PTB).

## Biographie
Farah Jacquet nait le 10 mai 1985 à Dinant.
Aux élections législatives fédérales de 2024, Farah Jacquet est élue à la Chambre des Représentants.